# Star Trek: Treffen der Generationen
Star Trek: Treffen der Generationen (Originaltitel: Star Trek Generations) ist ein US-amerikanischer Science-Fiction-Film aus dem Jahr 1994. Es ist der siebte im fiktiven Star-Trek-Universum spielende Kinofilm und der erste, in dem die Raumschiffsbesatzung aus Raumschiff Enterprise – Das nächste Jahrhundert im Zentrum der Handlung steht.
Der Film kam am 28. November 1994 in die US-Kinos. In Deutschland erschien der Film am 9. Februar 1995.

## Handlung
Der Film beginnt mit dem Jungfernflug der Enterprise-B, auf dem ein Teil der Crew der Originalserie um Captain James T. Kirk gemeinsam mit Pressevertretern als Gast an Bord ist. Der als werbewirksam geplante Flug zum Pluto und zurück wird jedoch unvermittelt zu einer Rettungsaktion, als die Enterprise den Notruf zweier Flüchtlingsschiffe empfängt. Diese sind in ein bislang unbekanntes Energieband geraten. Da der Traktorstrahl noch nicht verbaut ist, können in letzter Minute nur wenige Personen an Bord gebeamt werden, bevor die Hülle der Raumschiffe kollabiert. Unmittelbar danach gerät auch die Enterprise in das Energieband. Die Photonentorpedos stehen ebenfalls noch nicht zur Verfügung, so dass Kirk als letzten Ausweg das Energieband für einen kurzen Moment schwächen kann, indem er Ionen über den Deflektorschild in das Band lenkt, wonach die Enterprise aus dem Kraftfeld entkommen kann. Dabei wird das Raumschiff jedoch stark beschädigt und die Sektion, in der Kirk gearbeitet hat, zerstört. Fassungslos steht die Besatzung vor der aufgerissenen Raumschiffhülle und trauert um den vermeintlich gestorbenen Captain. Kirk ist jedoch in das Energieband gezogen worden. Es stellt sich heraus, dass sich in diesem Energieband, dem Nexus (lat.: Verbindung, Gefüge), eine Art Paralleluniversum befindet, in dem Zeit und Raum keine Rolle spielen. Kirk findet sich in einer Landschaft wieder, die seiner Heimat Iowa ähnelt. In der wirklichen Welt gilt Kirk allerdings als tot. Unter den Geretteten, so wird sich später herausstellen, sind auch Personen an Bord gebeamt worden, die schon „Zeit“ im Nexus verbracht haben.
Nach einem Zeitsprung wird der Film zur Zeit der Enterprise-D unter Captain Jean-Luc Picard fortgesetzt. Der Wissenschaftler Dr. Tolian Soran plant mit Unterstützung der klingonischen Schwestern Lursa und B’Etor wieder in den Nexus zu gelangen, um dort ewig leben zu können. Da ein Flug in den Nexus das Raumschiff zerstören würde, muss er einen anderen Weg finden, um hineinzugelangen. Er zerstört diverse Raumstationen und Planetensysteme, um durch die damit verursachten Gravitationsveränderungen die Flugbahn des Nexus so zu beeinflussen, dass er von der Oberfläche des Planeten Veridian III in ihn eintreten kann. Die Besatzung der Enterprise-D erkennt sein Vorhaben und versucht, Soran und seine Verbündeten zu stoppen. Bei einem dieser Versuche in der Nähe von Veridian III wird Geordi La Forge entführt und eine Kamera in seinem Visor versteckt, um taktische Informationen über die Enterprise-D zu bekommen. Mit Hilfe des Visors ermitteln die klingonischen Aggressorinnen die Schildfrequenz des Föderationsschiffs und greifen an. Es gelingt der Sternenflotten-Crew jedoch, das klingonische Schiff zu zerstören, indem sie von der Enterprise aus die Tarnvorrichtung des klingonischen Schiffs aktivieren. Für einen kurzen Moment müssen dafür die Schutzschilde deaktiviert werden, so dass die Enterprise erfolgreich einen Torpedo abfeuern kann. Dennoch ist die Enterprise so stark beschädigt, dass sie zu explodieren droht. Die Besatzung wird in die Untertassensektion des Schiffes evakuiert und erlebt eine Bruchlandung auf dem Planeten Veridian III. Bereits vorher hatte sich Soran dorthin abgesetzt, um ein Projektil in die Sonne des Systems zu schießen; die Explosion soll die entscheidende Kurskorrektur des Nexus bewirken. Picard, der sich ebenfalls vor der Schlacht mit den Klingonen abgesetzt hatte, um Soran zu stoppen, wird mit ihm in den Nexus gezogen. Durch die Explosion der Sonne wird der Planet Veridian III zerstört und somit auch die Crew der Enterprise getötet.
Im Nexus erlebt Picard ein Familienidyll, wie er es sich immer gewünscht hatte: Er findet sich unvermittelt am Weihnachtsabend in einem bürgerlichen Haus wieder. Zusammen mit seiner Frau, seinen Kindern und Enkelkindern bereiten sich alle auf die Bescherung vor. Er erkennt die Situation als „irreal“ und trifft in einem Nebenzimmer des Hauses auf Guinan. Sie stellt sich als eine Art „Echo“ einer Person vor, die sich ebenfalls im Nexus befindet. Sie erklärt Picard, dass er sich aus dem Nexus heraus in jeden beliebigen Raum zu einer beliebigen Zeit bewegen kann. Picard macht sich zu James T. Kirk auf, der ebenfalls im Nexus gelandet ist und seine alte Farm und seine ehemalige Verlobte als sein Glück wiederentdeckt. Picard überzeugt Kirk von der Irrealität der Situation und erklärt ihm den mörderischen Plan Sorans. Die beiden Kapitäne beschließen, Soran gemeinsam zu stoppen. Da Zeit und Raum im Nexus keine Rolle spielen, gehen sie in der Zeit zurück zu einem Zeitpunkt, kurz bevor Soran das Projektil auf die Sonne abfeuert. Gemeinsam gelingt es ihnen, den Wissenschaftler zu besiegen; dabei wird Kirk jedoch tödlich verletzt. Picard begräbt ihn auf Veridian III und wird von einem Shuttle der U.S.S. Farragut gerettet. Für die Enterprise-D ist jedoch keine Bergung mehr möglich und das Schiff muss aufgegeben werden. Die Mannschaft wird gerettet.

## Hintergrund und Sonstiges
- Star Trek: Treffen der Generationen markiert einen entscheidenden Punkt in der Geschichte der Star-Trek-Kinofilme, denn hier verabschiedet sich die bisherige Crew um Captain James T. Kirk und macht Platz für die Mannschaft um Captain Jean-Luc Picard, die bereits mit großem Erfolg in der Fernsehserie Raumschiff Enterprise: Das nächste Jahrhundert spielte.
- Der Film spielt somit einerseits direkt im Anschluss an die Fernsehserie Raumschiff Enterprise: Das nächste Jahrhundert als auch – aus Sicht des Filmpublikums in der „Vergangenheit“ – im Anschluss an die Serie Raumschiff Enterprise und die Kinofilme I bis VI; er stellt somit ein „Bindeglied“ (sozusagen einen Nexus) zwischen beiden Jahrhunderten dar.
- Die Szene, in der das klingonische Raumschiff (Bird of Prey) explodiert, ist die gleiche wie in Star Trek VI: Das unentdeckte Land.
- Whoopi Goldberg wurde weder im Vor- noch im Abspann erwähnt und erhielt auf eigenen Wunsch keinen Cent Gage für ihre Rolle.
- Tim Russ, der später den Lieutenant Tuvok in der Serie Star Trek: Raumschiff Voyager spielte, ist als namenloser taktischer Offizier auf der Brücke der Enterprise-B zu sehen.
- Der Film spielte in den USA etwa 70 Millionen Dollar ein.
- Das Modell der Enterprise-B ist das wiederverwendete, wenn auch modifizierte Modell der USS Excelsior aus dem dritten Kinofilm und wurde später bei Star Trek: Deep Space Nine als USS Lakota wiederverwendet.
- Das Valley of Fire war Drehort für die Szenen zwischen Captain Picard und Dr. Soran auf Veridian III.
- Wegen schlechter Kritik beim Testpublikum wurde von Paramounts Präsidentin Sherry Lansing veranlasst, den Tod von James T. Kirk und Dr. Soran neu zu drehen. In der ursprünglichen Fassung wurde James T. Kirk von Soran erschossen und Captain Picard tötete Soran mit seiner eigenen Waffe.[1]
- Die Duras-Schwestern des klingonischen Bird of Prey sind bereits aus der Serie Raumschiff Enterprise: Das nächste Jahrhundert (Episode: Der Kampf um das Klingonische Reich I + II (Originaltitel „Redemption I + II“) der Staffeln 4 + 5) bekannt.
- Als Reaktion auf den Tod Captain Kirks in dem Film wickelten Fans das Haus des Drehbuchautors Brannon Braga mit Toilettenpapier ein.[2]

## Synchronisation
Die Synchronisation übernahm die Berliner Synchron GmbH nach einem Dialogbuch und unter der Dialogregie von Lutz Riedel. Für den Film wurden die originalen Synchronsprecher verpflichtet.
| Rollenname                           | Darsteller       | Deutsche Synchronstimme |
| ------------------------------------ | ---------------- | ----------------------- |
| Captain Jean-Luc Picard              | Patrick Stewart  | Rolf Schult             |
| Commander William T. Riker           | Jonathan Frakes  | Detlef Bierstedt        |
| Captain James T. Kirk                | William Shatner  | Gert Günther Hoffmann   |
| Lieutenant Commander Data            | Brent Spiner     | Michael Pan             |
| Lieutenant Commander Geordi La Forge | LeVar Burton     | Charles Rettinghaus     |
| Lieutenant Commander Worf            | Michael Dorn     | Raimund Krone           |
| Dr. Beverly Crusher                  | Gates McFadden   | Rita Engelmann          |
| Counselor Deanna Troi                | Marina Sirtis    | Eva Kryll               |
| Dr. Tolian Soran                     | Malcolm McDowell | Wolfgang Condrus        |
| Captain Montgomery „Scotty“ Scott    | James Doohan     | Kurt E. Ludwig          |
| Commander Pavel Chekov               | Walter Koenig    | Frank Glaubrecht        |
| Guinan                               | Whoopi Goldberg  | Regina Lemnitz          |
| Captain John Harriman                | Alan Ruck        | Torsten Sense           |
| Fähnrich Demora Sulu                 | Jacqueline Kim   | Irina von Bentheim      |
| Lursa                                | Barbara March    | Marianne Groß           |
| B'Etor                               | Gwynyth Walsh    | Ulrike Möckel           |

## Kritiken
„Bei den Star-Trek-Filmen hat sich ein interessantes Gesetz der Serie herausgebildet. Die mit den geraden Nummern sind die besten, die anderen halt nur Fan-Kost. Dieses siebte Abenteuer, das die endgültige Wachablösung von Captain Kirk durch Captain Picard bedeutete, bietet sicherlich ein paar nette Tricks. Die Story ist aber ein bißchen zu wirr, um mehr Leute als die Gemeinde der ‚Trekkies‘ vom Hocker zu hauen.“

„Siebter Film der Star-Trek-Serie; ein psychologisch oberflächlicher Science-Fiction-Film, ganz auf technische Effekte ausgerichtet, hölzern gespielt.“

Roger Ebert schrieb in der Chicago Sun-Times vom 18. November 1994, dass dieser Film so sehr mit sich selbst, das heißt mit Anspielungen auf das Star-Trek-Universum und mit der Kommandoübergabe an die neue Mannschaft, beschäftigt sei, dass die Entwicklung einer Handlung zu kurz komme. Er gab dem Film die verhältnismäßig schlechte Bewertung von 2 von 4 Sternen.
Tom Coates (BBC) bemängelte in seiner Kritik ebenfalls die Handlungslöcher und die zweidimensionale Ausarbeitung der Charaktere. Der Film fühle sich an wie drei zusammengemischte Episoden der Serie (2 von 5 Sternen).
Rita Kempley von der Washington Post sah in ihrer Kritik ebenfalls Mängel, bezeichnete ihn jedoch trotzdem als „funky adventure“.